# 忍熊皇子
関係略系図（表記・記載は『日本書紀』による）
| 神功皇后 | 神功皇后 | 神功皇后 | 神功皇后 | 神功皇后    | 神功皇后    |             |             | 14 仲哀天皇 | 14 仲哀天皇 | 14 仲哀天皇 | 14 仲哀天皇 | 14 仲哀天皇 | 14 仲哀天皇 |          |          | 大中姫命 （彦人大兄命女） | 大中姫命 （彦人大兄命女） | 大中姫命 （彦人大兄命女） | 大中姫命 （彦人大兄命女） | 大中姫命 （彦人大兄命女） | 大中姫命 （彦人大兄命女） |          |          |
| 神功皇后 | 神功皇后 | 神功皇后 | 神功皇后 | 神功皇后    | 神功皇后    |             |             | 14 仲哀天皇 | 14 仲哀天皇 | 14 仲哀天皇 | 14 仲哀天皇 | 14 仲哀天皇 | 14 仲哀天皇 |          |          | 大中姫命 （彦人大兄命女） | 大中姫命 （彦人大兄命女） | 大中姫命 （彦人大兄命女） | 大中姫命 （彦人大兄命女） | 大中姫命 （彦人大兄命女） | 大中姫命 （彦人大兄命女） |          |          |
|          |          |          |          |             |             |             |             |             |             |             |             |             |             |          |          |                           |                           |                           |                           |                           |                           |          |          |
|          |          |          |          |             |             |             |             |             |             |             |             |             |             |          |          |                           |                           |                           |                           |                           |                           |          |          |
|          |          |          |          | 15 応神天皇 | 15 応神天皇 | 15 応神天皇 | 15 応神天皇 | 15 応神天皇 | 15 応神天皇 |             |             | 麛坂皇子    | 麛坂皇子    | 麛坂皇子 | 麛坂皇子 | 麛坂皇子                  | 麛坂皇子                  | 忍熊皇子                  | 忍熊皇子                  | 忍熊皇子                  | 忍熊皇子                  | 忍熊皇子 | 忍熊皇子 |

忍熊皇子（おしくまのみこ/おしくまのおうじ、生年不詳 - 神功皇后元年3月）は、記紀に伝わる古代日本の皇族。
『日本書紀』では「忍熊皇子」や「忍熊王」、『古事記』では「忍熊王」、他文献では「忍熊別皇子」とも表記される。
第14代仲哀天皇皇子で、応神天皇との間での対立伝承で知られる。

## 系譜
『日本書紀』（『古事記』）によれば、第14代仲哀天皇と、彦人大兄命（大江王）の娘の大中姫（おおなかつひめ、大中比売命）との間に生まれた皇子である。同母兄に麛坂皇子（香坂王）がいる。第15代応神天皇の異母兄である。

## 記録
『日本書紀』によれば、新羅征討（三韓征伐）中に仲哀天皇が崩御し、神功皇后は筑紫で誉田別尊（ほむたわけのみこと、応神天皇）を出産する。それを聞いた麛坂皇子と忍熊皇子は、次の皇位が幼い皇子に決まることを恐れ、共謀して筑紫から凱旋する皇后軍を迎撃しようとした。
皇子らは仲哀天皇の御陵造営のためと偽って、播磨赤石（現在の兵庫県明石市）に陣地を構築し、倉見別（犬上君の祖）と五十狭茅宿禰（いさちのすくね、伊佐比宿禰とも）を将軍として東国兵を起こさせた。ところが菟餓野（とがの：現大阪市北区兎我野町または神戸市灘区の都賀川）で反乱の成否を占う狩を行った際に、麛坂皇子が猪に襲われて薨去したため、不吉な前兆に恐れをなした忍熊王は住吉に後退した。
一方、神功皇后は海路（瀬戸内海）の要所に天照大神・住吉大神を鎮祭し、紀伊に上陸した。皇子軍は更に退いて菟道（うじ：宇治）に陣立てし、武内宿禰と武振熊（和珥臣の祖）を将軍とする皇后軍に挑んだが、武内宿禰の策略によって弓・刀を失い、逃走した果てに逢坂（現・滋賀県大津市の逢坂）にて敗れた（『古事記』では戦闘場面で武内宿禰は登場せず、全て武振熊の功績とする）。逃げ場を失った皇子は、五十狭茅宿禰とともに瀬田（瀬田川）で身を投げ、その遺体は数日後に菟道河（うじがわ：宇治川）から発見されたという。
『日本書紀』『古事記』では、皇子が死に際して詠んだという次の歌が載せられている。
| 「 | 日本書紀 いざ吾君（あぎ） 五十狭茅宿禰 たまきはる 内の朝臣が 頭槌（くぶつち）の 痛手負はずは 鳰鳥（にほどり）の 潜（かづき）せな 古事記 いざあぎ 振熊が 痛手負はずは にほ鳥の 淡海の海に 潜（かづ）きせなわ | 」 |

以上の反乱伝承は『日本後紀』延暦18年（799年）2月条、『新撰姓氏録』右京皇別 和気朝臣条、『住吉大社神代記』などでも言及されている。

## 異説
一般には、上記の内乱伝承は神功皇后・応神天皇の集団と麛坂王・忍熊王の集団との政治的な対立抗争といわれる。これに対して、4世紀後半のヤマト王権中枢である佐紀（奈良県北部：佐紀古墳群）の正統な後継者が麛坂王・忍熊王であったと見て、実際に反乱を起こしたのは神功皇后・応神天皇の側（元は山城南部の佐紀政権支持勢力か、九州出身の火国造の支流か）で、勝利後に応神勢力によって佐紀から河内（大阪府東南部：古市古墳群・百舌鳥古墳群）に中枢が移されたとする説がある。
また忍熊皇子らが播磨赤石（明石）に御陵造営と偽って陣地を構築したという伝承は、五色塚古墳（兵庫県神戸市）に基づくと見られる。この五色塚古墳は佐紀陵山古墳（奈良県奈良市）の相似形で佐紀政権とのつながりを示す大型古墳であるが、一帯での古墳築造は5世紀代に停止する。4世紀代勢力の衰退は同じく佐紀陵山古墳相似形の網野銚子山古墳（京都府京丹後市）を含む丹後地方でも見られることから、ヤマト王権の中枢が佐紀から河内に移動する4世紀末において、在地首長層の盛衰をも引き起こす内乱が生じていた可能性が考古学的にも示唆されている。

## 関係地

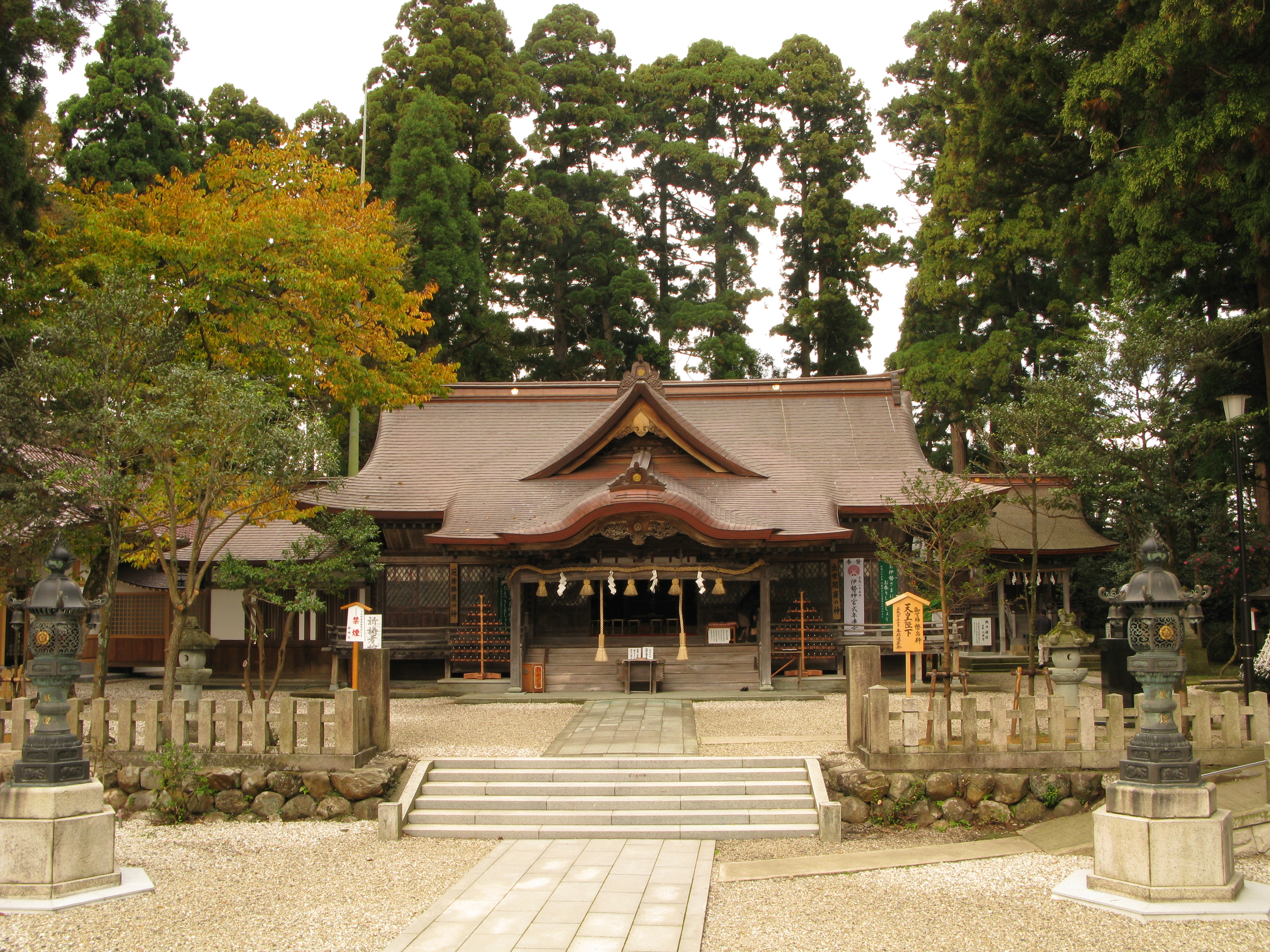
劔神社（福井県丹生郡越前町）

福井県丹生郡越前町の劔神社（式内社論社、伝越前国二宮）では、忍熊皇子が「劔御子神」の神名で同地開拓の祖として祀られている。劔神社に関しては宝亀2年（771年）という全国でも早い段階で神階奉叙の記事が見えるが、これは祟る性質を持つ「敗者の霊」として祭神の忍熊皇子が重要視されたためとする説がある。また、劔神社では早い時期に神宮寺も設置されており（8世紀初頭と推定）、やはり仏道の面から忍熊皇子の霊を慰撫する必要があったとも考えられている。